# Six Feet Under (canção)
"Six Feet Under" é o single de estreia da cantora estadunidense Billie Eilish. Originalmente foi lançada no SoundCloud em 23 de junho de 2016. Foi lançada como single oficial em 17 de novembro de 2016 através da Darkroom e Interscope Records. Finneas O'Connell, irmão de Eilish, escreveu e produziu a faixa. A faixa é descrita como uma balada pop "sombria" e "delicada".

## Antecedentes e composição
"Six Feet Under" foi originalmente lançada no SoundCloud de Eilish em 23 de junho de 2016. Mais tarde, foi lançado como um single independente para download digital e streaming pela Darkroom e Interscope Records em 17 de novembro de 2016. A faixa foi escrita e produzida pelo irmão de Eilish, Finneas O'Connell. A masterização e a mixagem foram realizadas por John Greenham e Rob Kinelski.
De acordo com partituras publicadas por Hal Leonard Music Publishing em Musicnotes.com, "Six Feet Under" tem um ritmo moderado de 68 batidas por minuto. A canção é tocada na chave de Si menor, enquanto os vocais de Eilish abrangem de A3 a D5. As críticas da imprensa descreveram a canção como uma balada pop atmosférica. Mike Wass, do Idolator, comparou a instrumentação com o trabalho posterior de Lana Del Rey, Låpsley e Birdy. Liricamente, "Six Feet Under" é descrita como "sombria" e "delicada" como "Ocean Eyes".

## Lançamento e promoção
Um EP com remixes de Blu J, Gazzo, Jerry Folk e Aire Atlantica foi lançado em janeiro de 2017. Dan Regan da Billboard favoreceu o remix de Jerry Folk sobre os outros, dizendo que ele "soca bem na cara com sua parede de harmonias vocais", e ainda diz que "o silêncio pesa por toda parte, adicionando peso a cada nota enquanto escorre do alto-falante em seu cérebro". "Six Feet Under" foi incluída no repertório da turnê When We All Fall Asleep Tour de Eilish (2019). A canção foi usada na 9ª temporada de American Horror Story. Em um breve clipe promocional postado no Instagram, o diretor e escritor Ryan Murphy, revelou uma jovem correndo pela floresta em câmera lenta, sendo perseguida por um homem mascarado segurando uma faca. A mulher entra em uma cabana, chorando e gritando enquanto a lâmina quebra a porta.

## Videoclipe
Um videoclipe caseiro para esta canção foi lançado em 30 de junho de 2016. Foi dirigido por Eilish e mostra clipes de bolas de fumaça na frente de uma cerca, jogados tanto para frente quanto para trás. O vídeo foi editado por sua mãe, Maggie Baird.